# AWACS (grupa artystyczna)
AWACS (grupa artystyczna), powstała w 1981 grupa performerów krakowskich: Piotra Grzybowskiego i Macieja Toporowicza aktywna w latach 80.. Nazwa pochodzi od skrótu AWACS (amerykański system wczesnego ostrzegania). Artystów interesowało przekraczanie granic i balansowanie na granicy ryzyka, stąd podejmowane często drastyczne środki (jak puszczanie krwi, tłuczenie szkła, zabijanie zwierząt na scenie, używanie drutów z podłączonym prądem czy świec dymnych). W początkowym okresie działalności pozostawali pod wpływem Akcjonistów Wiedeńskich. Jedną z najbardziej spektakularnych akcji grupy była interwencja tuż przed ogłoszeniem Stanu Wojennego, podczas otwarcia wystawy dokumentacji I części IX Spotkań Krakowskich (25.11.1981) w Galerii BWA w Krakowie, których kuratorką była Maria Pinińska-Bereś. Artyści, których zgłoszenie na imprezę zostało odrzucone, przeszli zawinięci w czarne bandaże z ulicy Dietla do Galerii BWA w Krakowie z obstawą w osobach: Jarosława Godfrejowa i Łukasza Jogałły ubranych w mundury wojska amerykańskiego. W trakcie oficjalnego otwarcia wystawy przez Pinińską-Bereś artyści wręczyli jej czarną (polakierowaną) różę (Pinińska-Bereś wcześniej zrobiła performance „Sadzenie różu”, w którym sadziła różę przed BWA). O innej akcji (pt. „Awacs”), która miała miejsce w Klubie Pod Ręką w Krakowie 23.05.1981 napisano w prestiżowym amerykańskim piśmie High Performance. 
Z grupą okazjonalnie współpracował również Łukasz Jogałła (obecnie mieszka w USA). W trakcie Stanu Wojennego w 1982 roku grupa zorganizowała nielegalną imprezę performance w prywatnej pracowni artystycznej Piotra Grzybowskiego przy ul. Dietla 50/10. Wzięli w niej udział: Jarosław Godfrejow (obecnie mieszka we Francji), Anna Grzybowska, Piotr Grzybowski i Maciej Toporowicz. 
Grupa kontynuowała działalność po emigracji jej założycieli do Niemiec a następnie do USA. Zakończyła działalność w połowie lat 80.. 
Najważniejsze wystąpienia: 
- 1981 Klub Pod Ręką, Kraków.
- 1981 Private Studio, Kraków.
- 1981 IX Spotkania Krakowskie, Galeria BWA Kraków.
- 1982 Kuków koło Krakowa (performance w plenerze).
- 1982 Awacs Performance Event, Kraków.
- 1983 Klub Pod Jaszczurami, Kraków.
- 1983 Galeria Strych, Łódź.
- 1983 Galeria AT[3], Poznań.
- 1983 Art Now Gallery, Mannheim.
- 1983 Q16 Gallery, Goldenen Anker, Pforzheim[4].
- 1986 CUANDO Center, Nowy Jork.